# XHamster
xHamster — кіпрське порнографічне ЗМІ та соціальна мережа, заснована у 2007 році, зі штаб-квартирою в Лімасолі, Кіпр. xHamster обслуговує надіслані користувачами порнографічні відео, вебкам-моделей, порнографічні фотографії, еротичну літературу та включає функції соціальних мереж. Маючи понад 10 мільйонів користувачів, це четвертий за популярністю порнографічний сайт в Інтернеті після XVideos, XNXX і Pornhub. Станом на липень 2020 року xHamster був 20-м у світі за кількістю відвідувачів.
Сайт знімає реаліті-шоу «Sex Factor», в якому чоловіки й жінки змагаються за право стати порнозірками. xHamster часто стає ціллю кампаній проти інтернет-порнографії та блокується урядами різних країн.

## Сайт

### HTTPS
У січні 2017 року xHamster став одним з перших великих сайтів для дорослих, який впровадив HTTPS-шифрування. HTTPS забезпечує конфіденційність, захист від шкідливих програм і цілісність обміну інформацією. Алекс Хокінс сказав, що однією з причин використання HTTPS було те, що xHamster отримує мільйони відвідувачів з країн, де порнографія є незаконною.

### Безпека
У квітні 2013 року Конрад Лонгмор, дослідник кібербезпеки, виявив, що xHamster і PornHub були атаковані за допомогою злоякісної рекламиУ вересні 2015 року xHamster зазнав чергової шкідливої рекламної атаки разом з YouPorn та PornHub. TrafficHaus повідомив, що це могло бути результатом зламу. 28 листопада 2016 року стало відомо, що імена користувачів, адреси електронної пошти та паролі 380 000 користувачів були вкрадені. 
Прагнучи зберегти анонімність користувачів, xHamster заявив в інтерв'ю Men's Health, що вони обмежують доступ третіх осіб до інформації про користувачів при відправці даних про глядачів маркетинговим і аналітичним групам. Хоча ці заходи безпеки не обов'язково виключають можливість зв'язку «відбитка пальця браузера» та IP-адреси з особистою ідентичністю користувача, xHamster стверджує, що не здійснює активну ідентифікацію користувачів, якщо вони не вирішили "погодитися на надання більш особистої інформації, що дозволяє їх ідентифікувати".

### Історія продукту
У листопаді 2016 року компанія випустила власне пиво - xHamster beer. Це бельгійський потрійний ель міцністю 8,5% ABV. За ціною 3,90 євро за 0,55 л його розкупили за п'ять днів.
У травні 2017 року xHamster у партнерстві з голландським винахідником Моосом Неймейєром створив Minimeyes. Bluetooth-пристрій з датчиком руху, який використовує інфрачервоне випромінювання для моніторингу приміщення і подає сигнал комп'ютеру закрити всі вікна і подає звук при виявленні вторгнення.
У червні 2017 року xHamster випустив секс-ляльку на ім'я xHamsterina у співпраці з виробником iDoll.
З жовтня 2017 року xHamster запускає продуктову кампанію, спрямовану на "власників бункерів апокаліпсису". Власники отримують деякі продукти та відео компанії безкоштовно.